# Університет Оулу
Університе́т О́улу (фін. Oulun yliopisto) — один з найбільших університетів Фінляндії, що розташований у місті Оулу. Заснований у 1958 році. В університеті щорічно навчається близько 17 000 студентів, а штат складається з 3000 співробітників. Університет включає в себе 6 факультетів, 7 окремо розташованих дослідних лабораторії і 3 кампуси: головний,  Ліннанмаа (за 5 км на північ від Оулу), вміщує 5 факультетів. У головному кампусі також розташований ботанічний сад університету. Медичний факультет інтегрований з міським шпиталем в Оулу. Третій кампус — у містечку Каяані, за 185 км від міста. Викладання в університеті ведеться фінською мовою, але також існує кілька програм магістратури, які викладаються виключно англійською.

## Факультети
Університет включає шість факультетів:
- педагогічний факультет;
- факультет бізнесу та економіки;
- медичний факультет;
- факультет природничих наук;
- технологічний факультет;
- гуманітарний факультет.

## Відомі випускники
- Мартті Ахтісаарі — колишній президент Фінляндії, лауреат Нобелівської премії миру (2008).
- Ханну Раяніємі — фінський письменник та математик.
- Яркко Ойкарінен — учений у галузі інформаційних технологій, створив протокол IRC.